# Salix starkeana
Salix starkeana là một loài thực vật có hoa trong họ Liễu. Loài này được Willd. miêu tả khoa học đầu tiên.